# Фавелла, Анна
Анна Фавелла (итал. Anna Favella, род. 21 сентября 1983, Рим) — итальянская актриса театра, телевидения и кино. Она наиболее известна по роли Елены Джардини в сериалах «Земля повстанцев» режиссера Чинции Т. Х. Торрини и «Земля повстанцев — Новый мир» режиссера Амброджо Ло Джудиче.

## Фильмография
| Год       |   | Русское название                             | Оригинальное название                               | Роль             |
| --------- | - | -------------------------------------------- | --------------------------------------------------- | ---------------- |
| 2008      | с | Энрико Маттеи — Человек, смотрящий в будущее | итал. Enrico Mattei - L'uomo che guardava al futuro | Присцилла Леони  |
| 2009      | с | Дон Маттео                                   | итал. Don Matteo                                    | Лиза             |
| 2010—1012 | с | Земля повстанцев                             | итал. Terra ribelle                                 | Елена Джардини   |
| 2012      | с | Земля повстанцев — Новый мир                 | итал. Terra ribelle - Il nuovo mondo                | Елена Джардини   |
| 2013      | ф | Мистер Америка                               | итал. Mr. America                                   | Пенелопа         |
| 2014—2016 | с | Сто двадцать три                             | итал. CentoVetrine                                  | Альба Бонески    |
| 2016      | с | Врач в семье                                 | итал. Un medico in famiglia                         | Селеста Ди Майо  |
| 2016      | с | Это был не мой сын                           | итал. Non è stato mio figlio                        | Ребекка Мари     |
| 2016      | с | Красота женщин ... несколько лет спустя      | итал. Il bello delle donne…alcuni anni dopo         | ?                |
| 2017—2018 | с | Три розы Евы                                 | итал. Le tre rose di Eva                            | Кристина Ронталь |
| 2018      | с | Луис Мигель                                  | исп. Luis Miguel: La serie                          | Марсела Бастери  |
| 2020      | с | Похороны собаки                              | англ. Funeral for a dog                             |                  |
| 2021      | с | Женский рай                                  | итал. Il paradiso delle signore                     |                  |